# Otolelus testaceus
Otolelus testaceus is een keversoort uit de familie schijnsnoerhalskevers (Aderidae). De wetenschappelijke naam van de soort werd in 1846 gepubliceerd door Kolenati.